# Mirko Bortolotti
Mirko Bortolotti (Trento, Italia; 10 de enero de 1990) es un piloto de automovilismo italiano. Ha ganado el Campeonato de Fórmula Dos de la FIA en 2011, el de Blancpain GT Series Endurance Cup en 2017 y el Deutsche Tourenwagen Masters en 2024, entre otros títulos. En 2023 compite en Deutsche Tourenwagen Masters (DTM), en GT World Challenge y en la clase LMP2 del Campeonato Mundial de Resistencia de la FIA (WEC) y es piloto de Lamborghini.

## Carrera deportiva

### Series italianas
Después de varios años en el karting, Bortolotti empezó su trayectoria en los fórmulas en 2005 compitiendo en el Campeonato Italiano de Fórmula Renault y en la Fórmula Gloria. En 2006 también participó en la Formula Junior 1600 italiana. En 2007, Bortolotti subió al Campeonato Italiano de Fórmula 3, finalizando cuarto en el campeonato. Siguió en el mismo al año siguiente y ganó el campeonato con nueve victorias y seis poles de 16 carreras.

### Fórmula 2 y GP3 Series
Bortolotti entró en el Red Bull Junior Team gracias a su victoria en el campeonato; la compañía optó por introducirlo en la Fórmula Dos en 2009. Al final de ese año participó en la ronda final de la F3 Euroseries con Carlin Motorsport, finalizando en el podio en la segunda carrera.
Su siguiente movimiento sería entrar en la GP3 Series. Condujo para la escudería Barwa Addax Team y su mejor resultado fue un podio en su última carrera.
Bortolotti decidió volver a la Fórmula Dos en 2011. Empezó liderando el campeonato tras la primera ronda, después, le quitó el liderato Christopher Zanella durante dos rondas, pero a partir de entonces empezó una racha de podios y victorias que le llevaron a ganar el campeonato por una amplia diferencia.

### Fórmula 1
Como recompensa por su campeonato italiano en 2008, la Scuderia Ferrari le premió con una prueba con el F2008 en el Circuito de Fiorano. El piloto batió el récord del circuito con su monoplaza.
En la temporada 2011, Bortolotti fue seleccionado por Williams gracias a su victoria en la Fórmula 2 para aparecer en el test de jóvenes pilotos de Abu Dhabi.

### Gran turismos y sport prototipos
Tras ganar el título de la F2, Bortolotti giró sus carreras hacia los autos con techo y debutó en ADAC GT Masters. En 2013 ganó el título en Eurocup Mégane Trophy con ocho victorias en 14 carreras. En 2014 compitió en el Campionato Italiano Gran Turismo con un Lamborghini Gallardo GT3 y en Lamborghini Super Trofeo. Al mismo tiempo, retomó brevemente su carrera en monoplazas al competir en Formula Acceleration 1. Fue subcampeón detrás de Nigel Melker.

#### Primera etapa en Lamborghini (2015-2019)

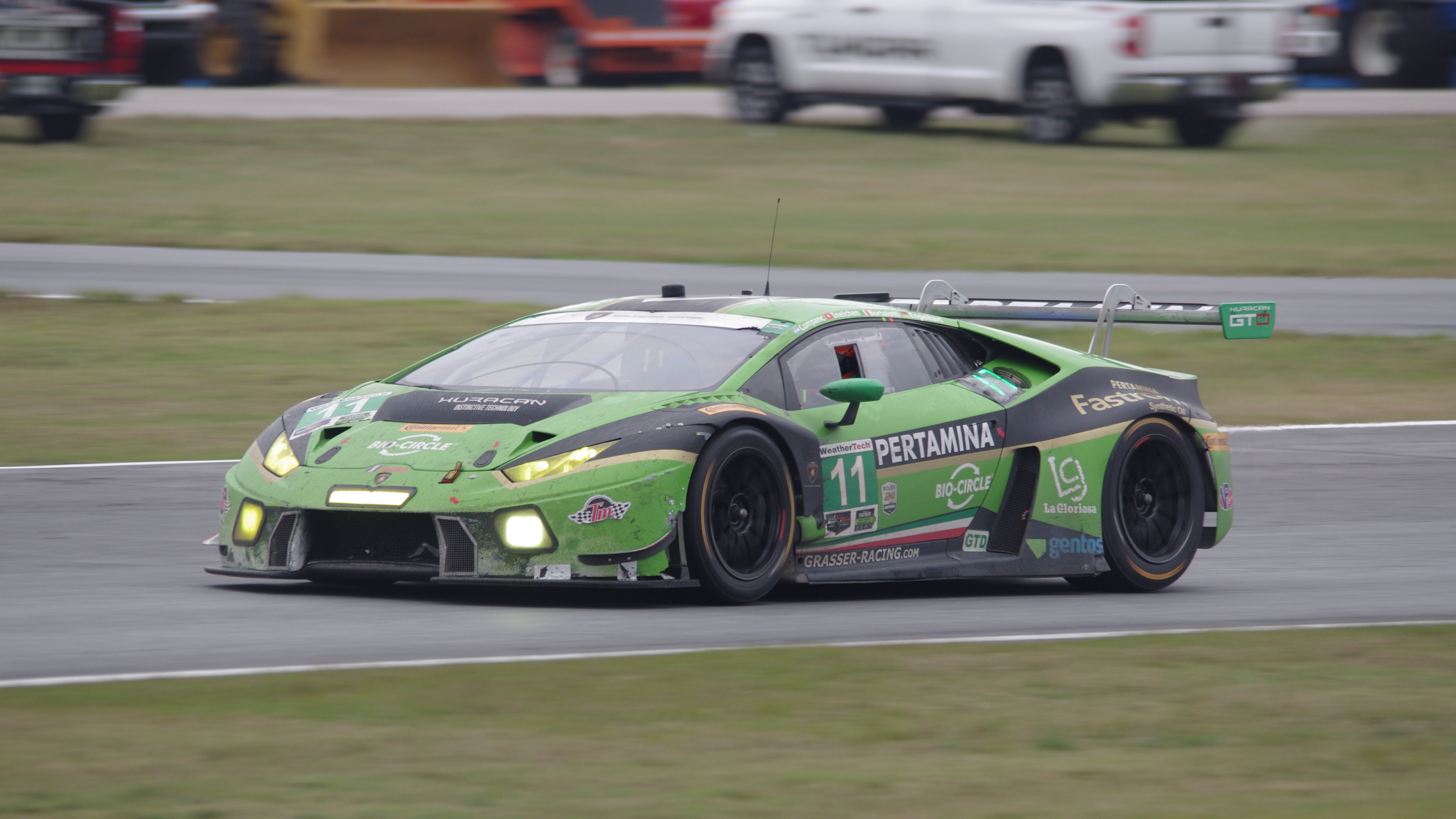
Lamborghini Huracán GT3 de GRT en las 24 Horas de Daytona 2017.

En 2015, Bortolotti comenzó su exitosa primera etapa dentro de la Lamborghini Squadra Corse. Compitió con el equipo Grasser Racing Team en Blancpain Series y ADAC GT Masters hasta 2019, conduciendo un Lamborghini Huracán GT3. En Blancpain logró siete victorias y obtuvo, junto a Andrea Caldarelli y Christian Engelhart, la Blancpain GT Series Endurance Cup de 2017, habiendo ganado las 3 Horas de Monza y las 3 Horas de Silverstone. Por su parte, en ADAC GT Masters fue subcampeón en 2019 junto a Engelhart.
Por otro lado, en 2016 debutó en las 24 Horas de Daytona, del WeatherTech SportsCar Championship, con un Huracán GT3 de la clase GTD. Dos años más tarde, obtuvo la victoria en la clase compartiendo coche con Rik Breukers, Rolf Ineichen y Franck Perera, y repitió al siguiente pero con Engelhart en el lugar de Perera.

#### Audi (2020)
En 2020, Bortolotti ingresó a Audi Sport. Se mantuvo en los mismos campeonatos, compitiendo para WRT, además de participar en tres pruebas del Intercontinental GT Challenge y de ser segundo en las 24 Horas de Nürburgring.

#### Segunda etapa en Lamborghini (2021-)
Tras una sola temporada junto a la marca alemana, volvió a Lamborghini. Finalizó cuarto en el GT World Challenge Europe Endurance Cup de 2021 junto a Marco Mapelli y Andrea Caldarelli, y quinto en ADAC GT Masters. Además, debutó en DTM con un podio en el circuito de Assen, con T3 Motorsport. En 2022, Bortolotti fue uno de los cuatro pilotos seleccionados por Grasser Racing Team para su debut a tiempo completo en el campeonato alemán. Logró dos poles y varios podios pero sin victoria, finalizando cuarto en el clasificador final como el mejor piloto de Lamborghini. Ese año también participó por primera vez en las 24 Horas de Le Mans con WRT en LMP2.
En 2023, siendo piloto de SSR Performance, Bortolotti logró su primera victoria en el DTM en Nürburgring. También es piloto de Prema Racing en el Mundial de Resistencia (LMP2) junto a Daniil Kvyat y Doriane Pin.

## Resumen de carrera
| Temporada | Categoría                                              | Equipo                               | Carreras     | Victorias    | Poles        | VR           | Podios       | Puntos       | Pos.         |
| --------- | ------------------------------------------------------ | ------------------------------------ | ------------ | ------------ | ------------ | ------------ | ------------ | ------------ | ------------ |
| 2005      | Fórmula Renault 2.0 Italiana - Serie de invierno       | Auinger                              | 4            | 0            | 0            | ?            | 0            | 8            | 13.º         |
| 2005      | Fórmula Gloria Italia                                  | —                                    | 2            | 0            | 0            | 0            | ?            | 12           | 21.º         |
| 2006      | Fórmula Azzurra                                        | Team Italia CSAI                     | 14           | 1            | 5            | 0            | 5            | 60           | 2.º          |
| 2006      | Fórmula Renault 2.0 Italiana - Serie de invierno       | RP Motorsport                        | 4            | 0            | 0            | 0            | 1            | 88           | 4.º          |
| 2006      | Fórmula Junior 1600 Italiana                           | RP Motorsport                        | ?            | 0            | ?            | ?            | 0            | 40           | 13.º         |
| 2007      | Campeonato Italiano de Fórmula 3                       | Corbetta Competizioni                | 16           | 1            | 2            | 1            | 7            | 80           | 4.º          |
| 2007      | Fórmula Renault 2.0 Italiana - Serie de invierno       | Tomcat Racing                        | 4            | 0            | 0            | 0            | 0            | 34           | 12.º         |
| 2008      | Campeonato Italiano de Fórmula 3                       | Lucidi Motors                        | 16           | 9            | 6            | 5            | 15           | 150          | 1.º          |
| 2009      | Campeonato de Fórmula Dos de la FIA                    | MotorSport Vision                    | 16           | 1            | 0            | 1            | 5            | 50           | 4.º          |
| 2009      | Fórmula 3 Euroseries                                   | Carlin Motorsport                    | 2            | 0            | 0            | 0            | 1            | 0            | NC†          |
| 2010      | GP3 Series                                             | Addax Team                           | 16           | 0            | 0            | 0            | 1            | 16           | 11.º         |
| 2011      | Campeonato de Fórmula Dos de la FIA                    | MotorSport Vision                    | 16           | 7            | 7            | 7            | 14           | 316          | 1.º          |
| 2012      | ADAC GT Masters                                        | Schubert Motorsport                  | 4            | 0            | 0            | 0            | 1            | 15           | 29.º         |
| 2013      | Eurocup Mégane Trophy                                  | Oregon Team                          | 14           | 8            | 13           | 7            | 11           | 275          | 1.º          |
| 2014      | Lamborghini Super Trofeo Europe - Pro-Am               | Bonaldi Motorsport                   | 9            | 3            | 4            | 6            | 6            | 87           | 4.º          |
| 2014      | Lamborghini Super Trofeo World Final                   | N/A                                  | 2            | 1            | 0            | 0            | 1            | N/A          | NC           |
| 2014      | Campionato Italiano Gran Turismo                       | Imperiale Racing Srl                 | 8            | 2            | 3            | 0            | 3            | 53           | 14.º         |
| 2014      | Formula Acceleration 1                                 | Acceleration Team Italy              | 8            | 3            | 3            | 2            | 7            | 135          | 2.º          |
| 2015      | Campionato Italiano Gran Turismo                       | Imperiale Racing                     | 14           | 3            | 2            | 3            | 6            | 113          | 4.º          |
| 2015      | Blancpain Endurance Series                             | GRT Grasser Racing Team              | 5            | 0            | 2            | 0            | 0            | 29           | 12.º         |
| 2015      | Blancpain Sprint Series                                | GRT Grasser Racing Team              | 2            | 0            | 0            | 0            | 2            | 21           | 17.º         |
| 2015      | ADAC GT Masters                                        | GRT Grasser Racing Team              | 2            | 1            | 0            | 1            | 1            | 0            | NC†          |
| 2016      | Campionato Italiano Gran Turismo                       | Imperiale Racing                     | 14           | 4            | 5            | 1            | 8            | 108          | 6.º          |
| 2016      | Blancpain GT Series Sprint Cup                         | GRT Grasser Racing Team              | 10           | 0            | 0            | 0            | 1            | 16           | 17.º         |
| 2016      | Blancpain GT Series Endurance Cup                      | GRT Grasser Racing Team              | 5            | 1            | 1            | 0            | 2            | 49           | 7.º          |
| 2016      | ADAC GT Masters                                        | GRT Grasser Racing Team              | 4            | 0            | 0            | 0            | 0            | 16           | 34.º         |
| 2016      | WeatherTech SportsCar Championship - GTD               | Paul Miller Racing                   | 1            | 0            | 0            | 0            | 0            | 16           | 58.º         |
| 2016      | Copa Mundial de GT de la FIA                           | FFF Racing                           | 1            | 0            | 0            | 0            | 0            | N/A          | 9.º          |
| 2017      | Blancpain GT Series Sprint Cup                         | GRT Grasser Racing Team              | 10           | 2            | 1            | 2            | 4            | 67           | 4.º          |
| 2017      | Blancpain GT Series Endurance Cup                      | GRT Grasser Racing Team              | 5            | 2            | 0            | 1            | 3            | 86           | 1.º          |
| 2017      | ADAC GT Masters                                        | GRT Grasser Racing Team              | 12           | 1            | 2            | 1            | 2            | 55           | 18.º         |
| 2017      | WeatherTech SportsCar Championship - GTD               | GRT Grasser Racing Team              | 2            | 0            | 0            | 0            | 0            | 38           | 50.º         |
| 2017      | Intercontinental GT Challenge                          | GRT Grasser Racing Team              | 1            | 0            | 0            | 0            | 0            | 0            | NC           |
| 2017      | Copa Mundial de GT de la FIA                           | FFF Racing Team by ACM               | 0            | 0            | 0            | 0            | 0            | N/A          | DNS          |
| 2018      | ADAC GT Masters                                        | Orange1 by GRT Grasser               | 14           | 1            | 0            | 1            | 3            | 64           | 7.º          |
| 2018      | Blancpain GT Series Sprint Cup                         | GRT Grasser Racing Team              | 9            | 2            | 2            | 0            | 3            | 57.5         | 5.º          |
| 2018      | Blancpain GT Series Endurance Cup                      | GRT Grasser Racing Team              | 5            | 0            | 0            | 0            | 0            | 13           | 31.º         |
| 2018      | WeatherTech SportsCar Championship - GTD               | GRT Grasser Racing Team              | 1            | 1            | 0            | 0            | 1            | 35           | 45.º         |
| 2019      | ADAC GT Masters                                        | Orange1 by GRT Grasser               | 14           | 3            | 3            | 1            | 4            | 146          | 2.º          |
| 2019      | Blancpain GT World Challenge Europe                    | GRT Grasser Racing Team              | 10           | 0            | 1            | 0            | 6            | 75           | 4.º          |
| 2019      | Blancpain GT Series Endurance Cup                      | GRT Grasser Racing Team              | 4            | 0            | 2            | 1            | 0            | 21           | 13.º         |
| 2019      | WeatherTech SportsCar Championship - GTD               | GRT Grasser Racing Team              | 2            | 2            | 0            | 1            | 2            | 70           | 35.º         |
| 2020      | ADAC GT Masters                                        | Team WRT                             | 8            | 0            | 0            | 1            | 2            | 58           | 16.º         |
| 2020      | GT World Challenge Europe Endurance Cup                | Belgian Audi Club Team WRT           | 3            | 1            | 0            | 0            | 1            | 52           | 4.º          |
| 2020      | WeatherTech SportsCar Championship - GTD               | WRT Speedstar Audi Sport             | 1            | 0            | 0            | 1            | 1            | 30           | 41.º         |
| 2020      | Intercontinental GT Challenge                          | Audi Sport Team Valvoline            | 1            | 0            | 0            | 0            | 0            | 30           | 6.º          |
| 2020      | Intercontinental GT Challenge                          | Audi Sport Team Hardpoint WRT        | 1            | 0            | 0            | 0            | 0            | 30           | 6.º          |
| 2020      | Intercontinental GT Challenge                          | Audi Sport Team WRT                  | 1            | 0            | 0            | 0            | 1            | 30           | 6.º          |
| 2020      | 24 Horas de Nürburgring - SP9                          | Audi Sport Team Car Collection       | 1            | 0            | 0            | 0            | 1            | N/A          | 2.º          |
| 2021      | ADAC GT Masters                                        | GRT Grasser Racing Team              | 14           | 1            | 2            | 1            | 4            | 145          | 5.º          |
| 2021      | WeatherTech SportsCar Championship - GTD               | GRT Grasser Racing Team              | 2            | 0            | 0            | 0            | 1            | 160          | 74.º         |
| 2021      | GT World Challenge Europe Endurance Cup                | Orange 1 FFF Racing Team             | 5            | 1            | 2            | 1            | 2            | 73           | 4.º          |
| 2021      | Deutsche Tourenwagen Masters                           | T3 Motorsport                        | 2            | 0            | 0            | 1            | 1            | 0            | NC†          |
| 2021      | Intercontinental GT Challenge                          | Orange 1 FFF Racing Team             | 1            | 0            | 0            | 0            | 0            | 23           | 9.º          |
| 2021      | Intercontinental GT Challenge                          | K-PAX Racing                         | 1            | 0            | 0            | 0            | 1            | 23           | 9.º          |
| 2021      | 24 Horas de Nürburgring - SP9                          | Hankook FFF Racing Team              | 1            | 0            | 0            | 0            | 0            | N/A          | DNF          |
| 2022      | Deutsche Tourenwagen Masters                           | GRT                                  | 16           | 0            | 2            | 3            | 5            | 121          | 4.º          |
| 2022      | WeatherTech SportsCar Championship - GTD Pro           | TR3 Racing                           | 2            | 0            | 1            | 0            | 1            | 577          | 17.º         |
| 2022      | GT World Challenge Europe Endurance Cup                | Emil Frey Racing                     | 5            | 0            | 0            | 1            | 1            | 32           | 15.º         |
| 2022      | Intercontinental GT Challenge                          | Emil Frey Racing                     | 1            | 0            | 0            | 0            | 0            | 0            | NC           |
| 2022      | 24 Horas de Le Mans - LMP2                             | Team WRT                             | 1            | 0            | 0            | 0            | 0            | N/A          | 11.º         |
| 2022      | Motorsport Games de la FIA - GT Sprint                 | Team Italy                           | 1            | 0            | 0            | 0            | 1            | N/A          | 2.º          |
| 2023      | Deutsche Tourenwagen Masters                           | SSR Performance                      | 15           | 3            | 3            | 0            | 5            | 213          | 2.º          |
| 2023      | Campeonato Mundial de Resistencia de la FIA - LMP2     | Prema Racing                         | 5            | 0            | 1            | 0            | 1            | 56           | 11.º         |
| 2023      | WeatherTech SportsCar Championship - GTD Pro           | Iron Lynx                            | 2            | 0            | 0            | 0            | 0            | 579          | 16.º         |
| 2023      | GT World Challenge Europe Endurance Cup                | Iron Lynx                            | 5            | 0            | 0            | 0            | 1            | 15           | 14.º         |
| 2024      | Campeonato Mundial de Resistencia de la FIA - Hypercar | Lamborghini Iron Lynx                | 8            | 0            | 0            | 0            | 0            | 2            | 31.º         |
| 2024      | Deutsche Tourenwagen Masters                           | SSR Performance                      | 16           | 1            | 3            | 0            | 7            | 238          | 1.º          |
| 2024      | IMSA SportsCar Championship - GTD Pro                  | Iron Lynx                            | 3            | 1            | 0            | 0            | 2            | 970          | 18.º         |
| 2024      | GT World Challenge Europe Endurance Cup                | Iron Lynx                            | 4            | 0            | 1            | 0            | 1            | 21           | 14.º         |
| 2025      | IMSA SportsCar Championship - GTP                      | Automobili Lamborghini Squadra Corse | Disputándose | Disputándose | Disputándose | Disputándose | Disputándose | Disputándose | Disputándose |
| Fuente:   |                                                        |                                      |              |              |              |              |              |              |              |

- † Bortolotti fue piloto invitado, por lo tanto no fue apto para sumar puntos.

## Resultados

### GP3 Series
(Clave) (negrita indica pole position) (cursiva indica vuelta rápida puntuable)

| Año  | Escudería  | 1   | 1   | 2   | 2   | 3   | 3   | 4   | 4   | 5   | 5   | 6   | 6   | 7   | 7   | 8   | 8   | Pos. | Puntos | Ref.   |
| ---- | ---------- | --- | --- | --- | --- | --- | --- | --- | --- | --- | --- | --- | --- | --- | --- | --- | --- | ---- | ------ | ------ |
| 2010 | Addax Team | BAR | BAR | EST | EST | VAL | VAL | SIL | SIL | HOC | HOC | BUD | BUD | SPA | SPA | MNZ | MNZ | 11.º | 16     | [ 15 ] |
| 2010 | Addax Team | 16  | Ret | 25† | 12  | 18  | 10  | 8   | 13  | 6   | 4   | 11  | 8   | Ret | 14  | 5   | 2   | 11.º | 16     | [ 15 ] |

### Deutsche Tourenwagen Masters
(Clave) (negrita indica pole position) (cursiva indica vuelta rápida)

| Año     | Equipo          | Automóvil                     | 1       | 2        | 3        | 4        | 5       | 6        | 7         | 8         | 9         | 10       | 11      | 12       | 13      | 14       | 15      | 16        | Pos. | Puntos |
| ------- | --------------- | ----------------------------- | ------- | -------- | -------- | -------- | ------- | -------- | --------- | --------- | --------- | -------- | ------- | -------- | ------- | -------- | ------- | --------- | ---- | ------ |
| 2021    | T3 Motorsport   | Lamborghini Huracán GT3 Evo   | MNZ 1   | MNZ 2    | LAU 1    | LAU 2    | ZOL 1   | ZOL 2    | NÜR 1     | NÜR 2     | RBR 1     | RBR 2    | ASS 1 2 | ASS 2 7  | HOC 1   | HOC 2    | NOR 1   | NOR 2     | NC†  | 0†     |
| 2022    | GRT             | Lamborghini Huracán GT3 Evo   | ALG 1 3 | ALG 2 3  | LAU 1 6  | LAU 2 6  | IMO 1 3 | IMO 2 10 | NOR 1 Ret | NOR 2     | NÜR 1 Ret | NÜR 2 20 | SPA 1 8 | SPA 2 10 | RBR 1 3 | RBR 2 9  | HOC 1 7 | HOC 2 Ret | 4.º  | 121    |
| 2023    | SSR Performance | Lamborghini Huracán GT3 Evo 2 | OSC 1 8 | OSC 2 6  | ZAN 1 4  | ZAN 2 11 | NOR 1 6 | NOR 2 4  | NÜR 1     | NÜR 2 DNS | LAU 1 2   | LAU 2 1  | SAC 1 9 | SAC 2 1  | RBR 1 9 | RBR 2 21 | HOC 1 5 | HOC 2     | 2.º  | 213    |
| 2024    | SSR Performance | Lamborghini Huracán GT3 Evo 2 | OSC 1 2 | OSC 2 15 | LAU 1 11 | LAU 2 4  | ZAN 1 9 | ZAN 2    | NOR 1 5   | NOR 2 3   | NÜR 1 2   | NÜR 2 9  | SAC 1 2 | SAC 2 7  | RBR 1   | RBR 2 4  | HOC 1 5 | HOC 2     | 1.º  | 238    |
| Fuente: |                 |                               |         |          |          |          |         |          |           |           |           |          |         |          |         |          |         |           |      |        |

- † Bortolotti fue piloto invitado, por lo tanto no fue apto para sumar puntos.